# Кастелучо Валмаджоре
Кастелу̀чо Валмаджо̀ре (на италиански: Castelluccio Valmaggiore) е село и община в Южна Италия, провинция Фоджа, регион Пулия. Разположено е на 630 m надморска височина. Населението на общината е 1370 души (към 2010 г.).